# Adelaide M. Cromwell
Adelaide McGuinn Cromwell (27 de noviembre de 1919 - 8 de junio de 2019) fue una socióloga estadounidense y profesora emérita de la Universidad de Boston, donde cofundó el Centro de Estudios Africanos en 1959 y dirigió el programa de posgrado en estudios afroamericanos. de 1969 a 1985. Fue la primera instructora afroamericana en Hunter College y Smith College. En 1974 fue nombrada la primera comisionada de biblioteca afroamericana de la Commonwealth de Massachusetts. Ha escrito varios libros sobre la historia de los afroamericanos, incluido un estudio innovador sobre la clase alta negra de Boston y una biografía de Adelaide Casely-Hayford. Murió en junio de 2019 a la edad de 99 años.

## Biografía
Adelaide Cromwell nació en una familia prominente de Washington, D.C. el 27 de noviembre de 1919. Su abuelo, John Wesley Cromwell, fue un conocido educador y activista de derechos civiles, y su padre, John Wesley Cromwell Jr., fue el primer negro de la ciudad. contador público certificado. Su tía, Otelia Cromwell, fue la primera graduada negra de Smith College, y su primo, Edward Brooke, fue senador de Massachusetts y el primer fiscal general estatal negro elegido popularmente.
Cromwell se graduó de Dunbar High School en 1936. Recibió un A.B. Licenciada en sociología por el Smith College en 1940 y una maestría en sociología por la Universidad de Pensilvania en 1941. Obtuvo un certificado en trabajo de casos sociales del Bryn Mawr College y un doctorado. en sociología de Radcliffe College en 1946.